# The Christian Science Monitor
The Christian Science Monitor är en tidigare
amerikansk dagstidning, som sedan 2009 fortsätter som en nyhetsorganisation med en dagligen uppdaterad webbplats och en veckovis utgiven nyhetstidning. 
Tidningen grundades 1908 av Mary Baker Eddy, grundare till den religiösa rörelsen Kristen vetenskap (Church of Christ, Scientist). 2009 slutade tidningen ges ut som dagstidning för att istället fokusera på sin webbversion och dagliga nyhets-email. Den tryckta tidningen övergick till att publiceras veckovis.
Trots tidningens namn och att den ägs av en religiös organisation, uppger den sig inte vara en religiös publikation. Undantaget är en religiös artikel i varje utgåva, enligt grundaren Eddys önskemål.
Under 1980- och 1990-talen producerade Monitor även radio- och TV-program.